# Napasoq
Napasoq (Napassoĸ avant 1973) est un village groenlandais situé dans la municipalité de Qeqqata près de Maniitsoq au sud du Groenland. La population était de 92 habitants en 2009.